# Berto Fontana
Pedro Elbio Bertolini Bermejo, conocido como Roberto Fontana o Berto Fontana (Montevideo, 25 de mayo de 1925 - Montevideo, 14 de marzo de 2017), fue un actor y director de teatro uruguayo.

## Biografía
En 1942 comenzó su formación actoral en la Escuela Dramática del SODRE. Estuvo entre los principales iniciadores del movimiento de Teatro Independiente de Montevideo y participó de la fundación del teatro El Galpón. Es autor de un libro sobre esa etapa: Memoria en dos actos. Mi testimonio sobre el Teatro Independiente de Montevideo (Arca, 1988).
Trabajó como actor de teatro, radioteatro, cine y televisión, director de teatro, locutor de radio y televisión, docente de arte dramátioo y fonética.
Como experto en fonética y lingüística aplicada al arte escénico dictó cursos en varios países y escribió Fonética práctica. Desde la década de 1950 comenzó a desarrollar su propia técnica de manejo de voz para actores, que dio a conocer como fonética teatral.
Recibió el premio Florencio a mejor actor en 1982 por Galileo Galilei, de Bertolt Brecht y el Florencio a la trayectoria en 2006; el premio Morosoli 2004 y el premio «Cyro Scosería» a la trayectoria en 2006. También obtuvo seis veces el premio Casa de Teatro. En 2009 fue declarado Ciudadano Ilustre de Montevideo por la intendencia de Montevideo.
Piezas teatrales sobre importantes personajes históricos fueron ideadas para su interpretación por Fontana: Tolstoi, de Ricardo Prieto; Sócrates, el hombre más feo de Atenas, de Álvaro Malmierca; y Leonardo y la máquina de volar, de Humberto Robles.
Actuó por última vez en 2015 en el teatro Circular de Montevideo, en el papel de W. H. Auden en El hábito del arte, de Alan Bennett, dirigida por Jorge Denevi.